# Максимільян Когут

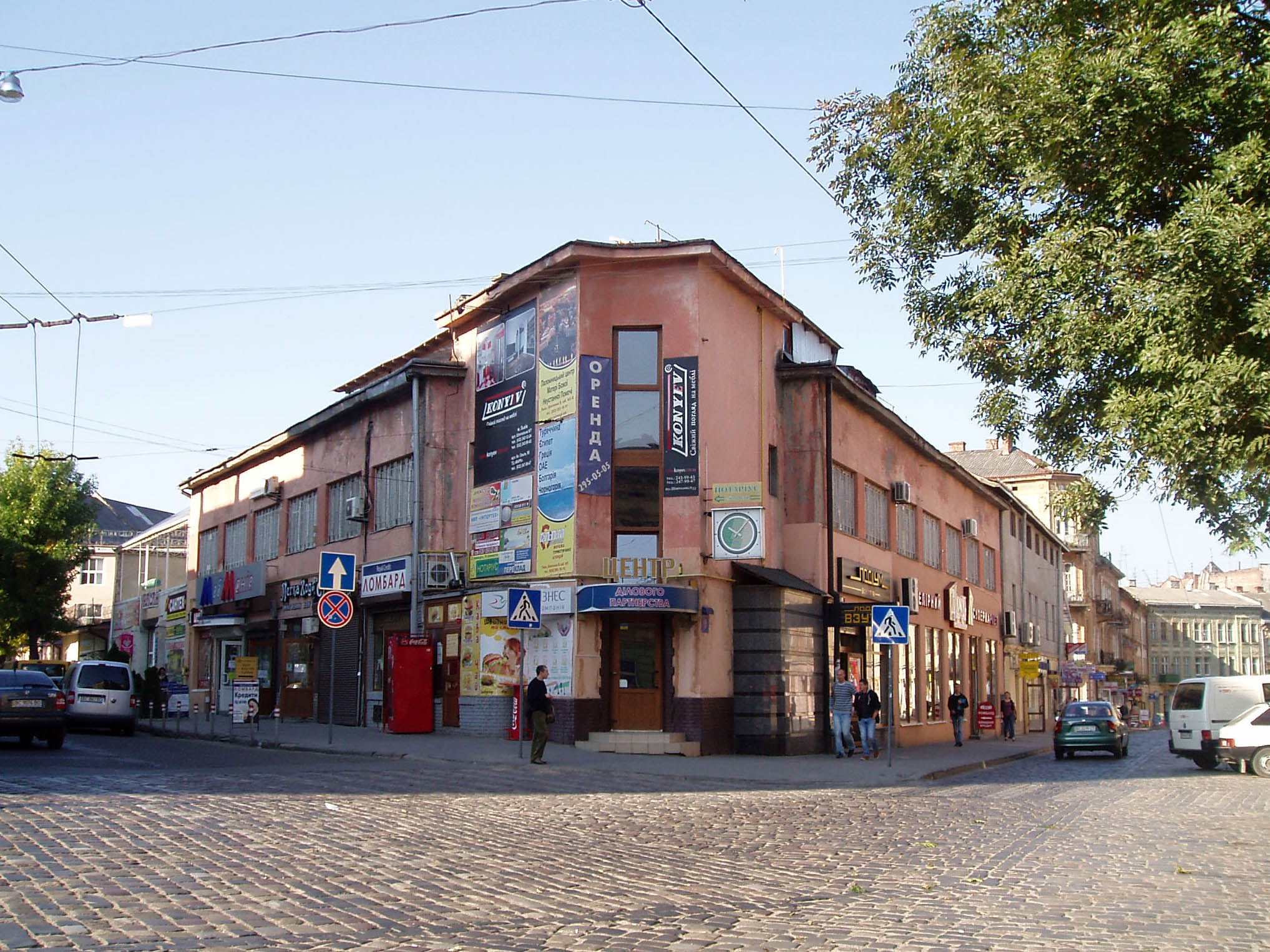
Колишні склади галантерейної фабрики на вулиці Шпитальній у Львові (1935)

Максимільян (Маєр) Когут (пол. Maksymilian (Majer) Kogut; 6 жовтня 1883, Львів — ?) — архітектор. Закінчив гімназію у Львові. 1903 року вступив на інженерний факультет Львівської політехніки, де навчався до 1909 року. Від 1921 року займався самостійною практикою. Разом з Юзефом Тішем керував архітектурно-будівельним бюро, що знаходилося у Львові на вулиці Словацького, 16. Був віце-президентом Спілки тарифної комісії.
Роботи у Львові
- Магазин на вулиці Русових, 3 (1927–1928, співавтор Юзеф Тіш).[3]
- Реконструкція будинку на вулиці Філатова, 4 (1934, спільно з Юзефом Тішем).[4]
- Торгові склади галантерейної фабрики на вулиці Шпитальній, 9 (1935, співавтор Юзеф Тіш).[5]
- Власні житлові будинки Тіша і Когута на вулиці Київській, 36 (проекти 1925 і 1930 років) і дім № 34 (проект 1936 року), із використанням склепінь системи «ISTEG».[6]